# Dariusz Barski
Dariusz Barski (ur. 27 lutego 1968 w Poddębicach) – polski prawnik, prokurator, w 2007 i w latach 2022–2024 pełnił funkcję zastępcy Prokuratora Generalnego, w tym jako Prokurator Krajowy.

## Życiorys
Ukończył studia na Wydziale Prawa i Administracji Uniwersytetu Łódzkiego. Ukończył aplikację prokuratorską, pracował w Prokuraturze Okręgowej i Prokuraturze Apelacyjnej w Łodzi. Prowadził postępowania m.in. dotyczące zarzutów korupcyjnych wobec prezydenta Piotrkowa Trybunalskiego Waldemara Matusewicza.
Od 26 lutego 2007 do 21 listopada 2007 pełnił funkcję zastępcy prokuratora generalnego (ministra sprawiedliwości Zbigniewa Ziobry). Od 14 czerwca był także pełniącym obowiązki, a od 19 lipca zajmował jednocześnie stanowisko prokuratora krajowego. Po likwidacji Prokuratury Krajowej w 2010 nie został prokuratorem Prokuratury Generalnej i przeszedł w stan spoczynku.
W 2011 kandydował w wyborach parlamentarnych z 2. miejsca na liście komitetu wyborczego Prawa i Sprawiedliwości w okręgu wyborczym nr 9 w Łodzi i uzyskał mandat poselski. Oddano na niego 12 245 głosów (3,38% głosów oddanych w okręgu). Dariusz Barski odmówił jednak zrzeczenia się funkcji prokuratora. W konsekwencji marszałek Sejmu Grzegorz Schetyna stwierdził wygaśnięcie jego mandatu poselskiego wobec zakazów łączenia tych dwóch funkcji. Dariusz Barski odwołał się od tej decyzji do Sądu Najwyższego, który odwołanie oddalił.
7 września 2015 prezydent Andrzej Duda powołał go na swojego przedstawiciela w skład Krajowej Rady Prokuratury (zlikwidowanej w 2016). Był następnie doradcą ministra sprawiedliwości i prokuratora generalnego.
18 marca 2022 został powołany na pierwszego zastępcę prokuratora generalnego i prokuratora krajowego, zastępując na tym stanowisku Bogdana Święczkowskiego, wybranego na sędziego Trybunału Konstytucyjnego. Decyzją Prokuratora Generalnego Adama Bodnara z dnia 12 stycznia 2024 został odsunięty od sprawowania obowiązków z uwagi na nieskuteczne przywrócenie go do służby czynnej ze stanu spoczynku w 2022 roku, w związku z czym Barski nie mógł wykonywać funkcji Prokuratora Krajowego. Po decyzji Adama Bodnara Prokuratura Krajowa wydała oświadczenia, w których sprzeciwiła się powierzeniu obowiązków prokuratora krajowego Jackowi Bilewiczowi. Z decyzją nie zgodziła się również część polityków i środowiska prawniczego oraz orzekająca w wadliwym składzie trzech sędziów – powołanych w trybie uważanym przez resztę środowiska za nieprawidłowy – Izba Karna SN (patrz również wyrok SN z 5 grudnia 2019 r. i uchwała składu połączonych Izb: Cywilnej, Karnej oraz Pracy i Ubezpieczeń Społecznych SN z 23 stycznia 2020 r.). Trybunał Konstytucyjny, niejednogłośnym wyrokiem z 22 listopada 2024 wydanym w składzie uznawanym za wadliwy, uwzględnił skargę konstytucyjną Dariusza Barskiego w sprawie uznania za niekonstytucyjne odsunięcie go z urzędu Prokuratora Krajowego. Prokuratura Krajowa wydała komunikat informując, że przedmiotowy wyrok jest niedopuszczalny ze względu na:
- niewyczerpanie przez Barskiego drogi prawnej;
- niewyłączenie Krystyny Pawłowicz i Stanisława Piotrowicza ze składu orzekającego, mimo że oboje, jako posłowie, brali udział w uchwalaniu ustawy, której przepis był przedmiotem skargi[21].

## Życie prywatne
Jego żoną jest malarka Gabriela Barska; jej kopie obrazów Matejki zostały zakupione z budżetu prokuratury w 2007 roku w okresie, gdy D. Barski kierował Prokuraturą Krajową. Był świadkiem na ślubie Zbigniewa Ziobry.

## Odznaczenia
W 2018 został odznaczony Srebrnym Krzyżem Zasługi przez prezydenta Andrzeja Dudę.